# ウィリアム・グリアー

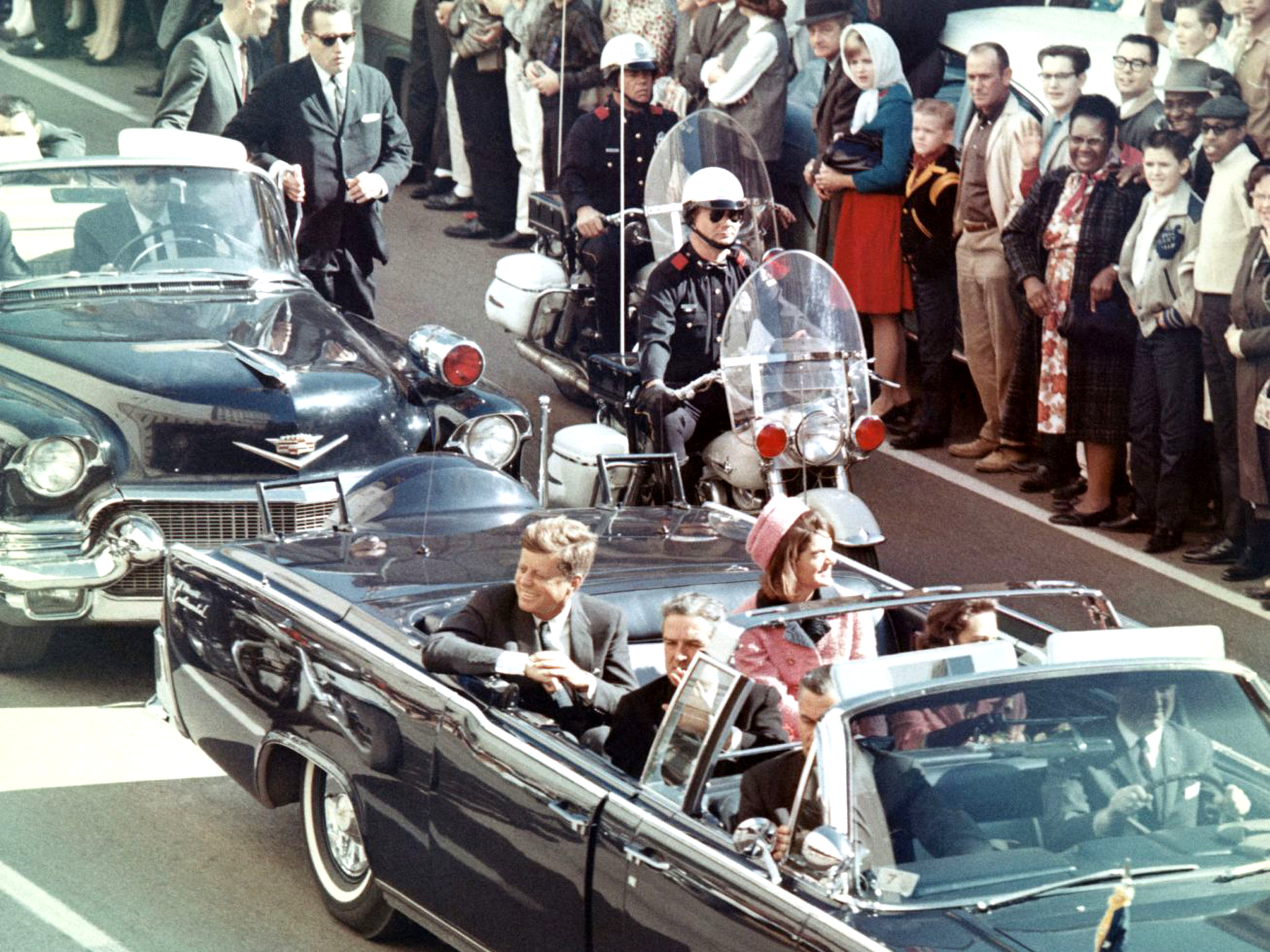
リムジンのなかで一番右にいるウィリアム・グリアー

ウィリアム・グリアー（英：William Greer、1909年9月22日-1985年2月23日）は元シークレットサービスである。1963年に暗殺されたケネディ大統領を乗せたリムジンの運転手だったことで知られている。

## 人生
ウィリアム・グリアーは、1909年9月22日にイギリスティロン県の農場で生誕した。20歳の時にアメリカ合衆国に定住し、有名人の運転手として働いた。1939年に第二次世界大戦が勃発すると海軍に入隊し、戦った。終戦後にはすぐに除隊してシークレットサービスに加入した。任務中にはアメリカ合衆国大統領専用車の運転手として活躍しはじめた。

## ケネディ暗殺と死去
1963年11月22日、ジョン・F・ケネディはテキサス州ダラスで暗殺された。彼はウォーレン委員会に「3発の銃声を聞こえた」と証言おり、一部の陰謀論者は彼が真犯人などと供述している。1966年にグリアーは病気を原因としシークレットサービスを退職した。1985年2月23日、ノースカロライナ州で75歳で死去した。彼の孫は後にグリアーは夫人のジャクリーン・ケネディに謝罪していた。またオズワルドは犯人なのかでは「この件に話すことは許されていない」と語ったという。